# 劉寶傑
劉寶傑（1963年9月20日—），台灣媒體人，畢業於中國文化大學新聞系。曾任《中時晚報》記者、《聯合報》記者、《聯合報》撰述委員、曾任東森新聞台《關鍵時刻》當家主持人。2025年1月23日爆出請辭《關鍵時刻》主持人。

## 主持作品

### 電視節目
- 東森新聞台《關鍵時刻》當家主持人。（2007年4月2日～2025年1月17日）

## 出版品

### 著作
| 年份   | 出版日期      | 書名                                             | 作者                   | 出版社                     | ISBN               |
| 1994年 | 1994年10月1日 | 《捷運白皮書：4444億的教訓》                     | 劉寶傑、呂紹煒         | 時報文化                   | ISBN 9571314323    |
| 1998年 | 1998年9月1日  | 《出手與出馬－該出手時就出手V.S.該出馬時就出馬》 | 劉寶傑、陳北威、王銘義 | 商業周刊出版、城邦文化發行 | ISBN 9576672082    |
| 1998年 | 1998年9月1日  | 《該出手時就出手－金魚缸裡的陳水扁》             | 劉寶傑、郭淑媛         | 商周出版                   | ISBN 9576672023    |
| 2005年 | 2005年11月1日 | 《兩蔣父子檔案解密》                             | 劉寶傑                 | 東森電視,時報文化出版      | ISBN 9572988956    |
| 2013年 | 2013年9月25日 | 《寶傑，你怎麼說：讓人一聽就入戲的關鍵說話術》   | 劉寶傑                 | 如何出版社                 | ISBN 9789861363691 |

## 演出作品

### 電視劇
| 年份   | 頻道 | 劇名           | 角色   |
| 2012年 | 公視 | 《愛你一百年》 | 劉一守 |
| 2016年 | 中視 | 《原來1家人》  | 記者   |

## 遭到中共中央台辦制裁
2024年5月15日，中共中央台灣工作辦公室（中共中央、國務院台辦）宣佈將對五位台灣「名嘴」：黃世聰、北辰、劉寶傑、李正皓、王義川等五人及其家屬實施懲戒，原因為長期編造及散播對中國大陸不實的言論。

## 外部連結
- 劉寶傑的Facebook專頁